# Giuseppe Campuzano
Frank Giuseppe Campuzano Espinoza conocido como Giuseppe Campuzano (Lima, 14 de septiembre de 1969 - 9 de noviembre de 2013) fue un filósofo, investigador, artista multidisciplinar y activista travesti peruano que investigó sobre la historia del travestismo en Perú, la sexualidad y sus construcciones de identidad. Conceptualizó el travestismo no como la imitación de la mujer, sino como el ejercicio de libertad de una persona rompiendo convenciones. También cuestionó la figura del travesti blanco y occidental de la teoría queer anglosajona, reivindicando la impureza de los rastros cuir del sur.
Su trabajo abarca la gráfica, la obra plástica, la videocreación, la literatura y las acciones escénicas. Desde 1990 registró su cuerpo travestido como proyecto y realizó distintas muestras. Es autor del proyecto Museo Travesti del Perú (2003-2008).

## Biografía
Campuzano proviene de una familia numerosa. Los padres, provenientes del campo andino, tuvieron nueve hijos, de los cuales tres viven en Lima. Durante una etapa de su vida vivió en los Estados Unidos, en Virginia, pero luego de seis meses regresó al Perú.
A finales de los años 80, Giuseppe Campuzano analiza las posibilidades de su cuerpo transgénero, parodiando sin tabúes lo que se considera la normalidad sexual en galerías, marchas, fiestas y ferias de arte. Posteriormente, a finales de la década de los noventa, realiza un viaje al pueblo de su padre en los andes peruanos para conocer e involucrarse con las fiestas campesinas y con los márgenes de lo citadino. 
En el año 2000, empezó a investigar con el tema travesti y la performance. De esta manera, en el 2003, inicia la investigación para el desarrollo de su trabajo más importante, el Museo Travesti de Perú, un proyecto que plantea el contexto histórico del travestismo en Perú y una reflexión filosófica a partir de una investigación realizada, recopilando documentos, objetos, imágenes, mitos y tradiciones orientadas a la conceptualización del travesti como una entidad artística y autónoma.

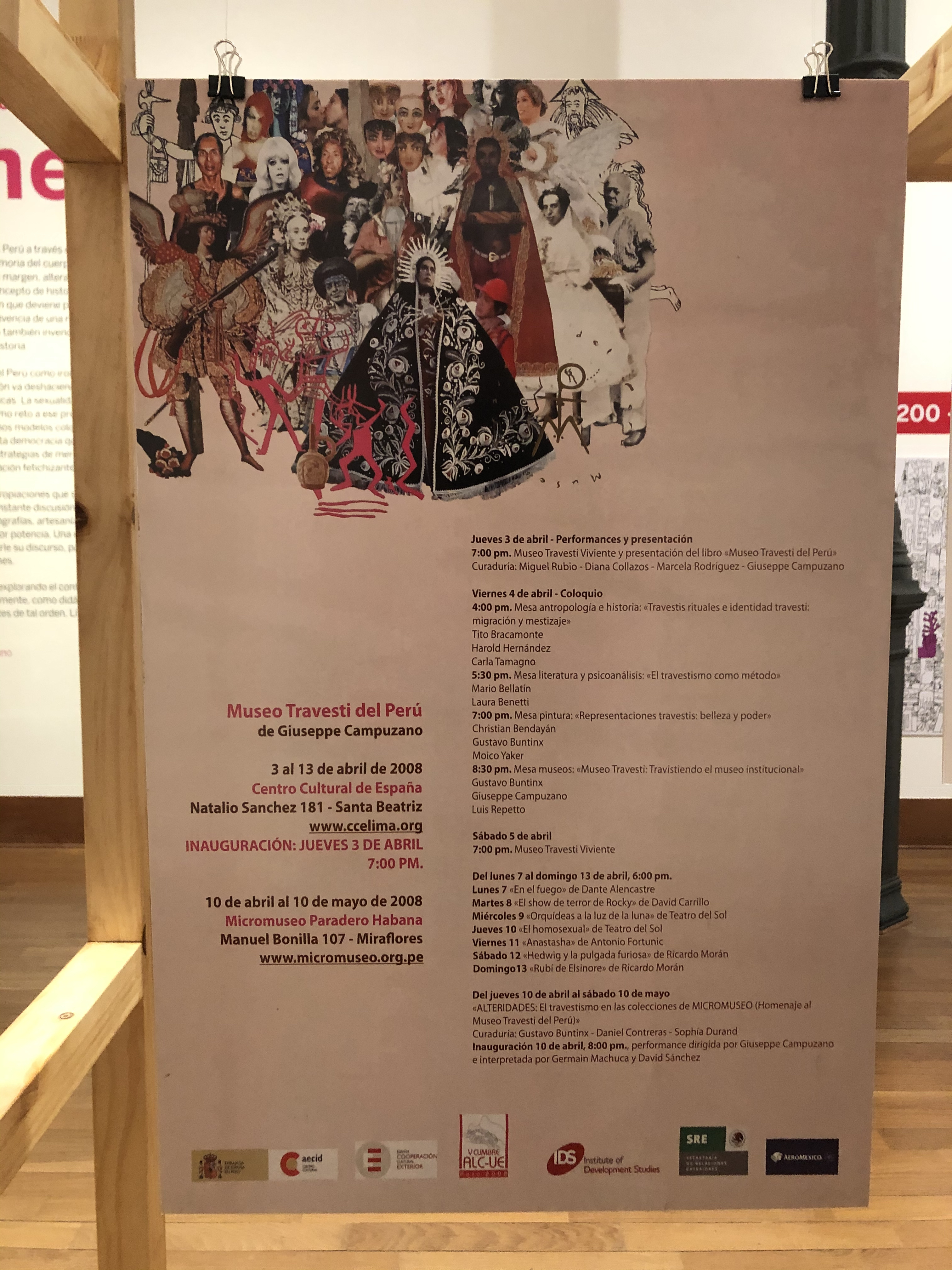
Afiche de la exhibición Museo Travesti del Perú de Giuseppe Campuzano. Centro Cultural de España. Lima, 2008.

En 2005, presenta el ensayo fotográfico Dos veces al día —ganó el segundo lugar en concurso “Imágenes de Vida” sobre la realidad de personas viviendo con VIH/sida—, junto a un texto que muestra su concepción ampliada del travestismo. Como señala Miguel A. López en su texto Museo, musexo, mutexto, mutante: la máquina travesti de Giuseppe Campuzano, In memoriam: "también el travestismo entendido como una serie de rituales cotidianos, como puede ser la relación entre un cuerpo con VIH y la tecnología médica. Ingerir el cóctel además de ser una necesidad vital es también una forma de habitar la historia política del fármaco; la ingesta de pastillas es así vista por Giuseppe como experiencia estética y acto ritual en donde el cuerpo anida en la terapia con el objetivo de alterar el destino de la enfermedad".
En el 2006, Campuzano publicó el texto Reclaiming Travesti Histories con investigaciones del travestismo en la historia prehispánica de Perú. Asimismo, en 2008 colaboró en libro Development with a Body y se publicó el libro sobre el Museo Travesti de Perú.
Ese mismo año, en 2008, se presentó la exposición "ALTERIDADES. El travestismo en las colecciones de MICROMUSEO" en la galería "Paradero Habana", curada por el investigador Gustavo Buntinx. La exposición mostraba una gran parte del Museo Travesti, representada por cerámicas con figuras de personajes travestidos y andróginos, huacos de ídolos incas de sexualidad indefinida, copias de ordenanzas coloniales de 1566 que penalizaban la «transgresión de la indumentaria», documentos médicos virreinales con conclusiones aberrantes sobre el hecho de vestirse con ropa del sexo opuesto, así como recortes periodísticos contemporáneos sobre travestis asesinados en la ciudad, y fotos de rituales travestis de iniciación en el Colegio Militar Leoncio Prado. También se proyectó el cortometraje Anastasha (1999), un falso documental de culto protagonizado por el transformista peruano Javier Temple.
Giuseppe Campuzano falleció en noviembre de 2013 a causa de una enfermedad crónica degenerativa que le tuvo postrado en una silla de ruedas en sus últimos años. Durante el velatorio, sus amistades lo despidieron con rituales, música y baile. Fue enterrado en los Jardines de la Paz de La Molina.

## Travestismo
Campuzano consideraba que el travestismo no es simplemente un hombre vistiéndose de mujer, sino un hombre rompiendo las convenciones, los límites y vistiéndose como él quiere vestirse:

Yo veo el travestismo como un ritual como el sacerdote que realiza una liturgia o como el chamán en las culturas originarias. Esta cuestión del hombre vistiéndose de mujer, que también es discutible porque por último no es un hombre vistiéndose de mujer es un hombre rompiendo convenciones, límites y vistiéndose como él en el fondo quiere vestirse. Es curioso porque la gente dice que el travesti se viste como mujer, pero yo no he visto ninguna mujer vestirse como lo hace un travesti. Dentro de la estética femenina actual, las mujeres no se maquillan, no se pintan el pelo, no se aprietan la ropa. Pero si hago un seguimiento de mi trabajo, creo que por un lado es dar la contra y por el otro ir aceptando ciertas convenciones sobre la producción artística.
Giuseppe Campuzano

También cuestionaba que el cuerpo, en muchas ocasiones, ocupa todo el espacio, situando el discurso del travesti en un segundo plano:

Lo que si me interesa es abandonar el cuerpo porque me parece que dentro de una historia o de una convención travesti, el cuerpo muchas veces no deja hablar al travesti. Me refiero a que el cuerpo ocupa todo el espacio y que el discurso está en segundo plano o simplemente no es recepcionado. Entonces, tengo pensado una instalación donde prime el audio y el cuerpo no aparezca, para romper esta convención en que el travesti es sólo esta materialidad corporal. Es eso pero también más. Es una elaboración discursiva.
Giuseppe Campuzano

Uno de los principales cuestionamientos que Campuzano desarrolló, se refería a la hegemonía epistemológica anglosajona de la teoría queer. En ese sentido, Miguel A. López.señala que «frente a la figura del travesti blanco y occidental que la teoría queer anglosajona ha reivindicado con entusiasmo, el Museo Travestí de Perú excava en la impureza de los rastros cuir del Sur: conexiones con lo andrógino y lo divino del pasado, danzas ancestrales y ritos de inversión asociados a la cosecha, o la proliferación de santos apócrifos y ritualidades andinas. En todos los casos Campuzano coloca al cuerpo tránsito como el centro de los enunciados, un cuerpo falso y prostético, “cuya naturaleza es la incertidumbre”».
En 2008 Campuzano salió en defensa del Ministro de Agricultura Ismael Benavides, quien fue duramente criticado por los nacionalistas peruanos por aparecer con la típica vestimenta de las campesinas de la sierra central —unas faldas bordadas y una muñeca a sus espaldas—. Los titulares de la época publicaron: «Ministro populista se disfraza de chola», «Piden renuncia de Benavides por hacer el ridículo», «Nacionalistas: no es serio que un ministro se vista de mamacha». Lo que para la clase política era considerado ridículo o una "payasada", para Giuseppe era un homenaje, mencionando que «con sus críticas ignorantes y despectivas, están insultando a todos los peruanos que se visten de mujer desde siglos atrás, por cuestiones religiosas o artísticas». El ministro Benavides explicó que se trataba de un atuendo propio de una danza de Junín y Ayacucho.

## Obra

### El Museo Travesti del Perú, 2003 - 2008
El proyecto del Museo surge en Lima en 2003, ante la necesidad de una historia propia del travesti peruano. Este se inició como un trabajo de investigación que rescata la diversidad de los significados del travestismo en el contexto peruano en espacios cotidianos. Desde sus inicios, Campuzano reconoció la importancia del escritor cubano Severo Sarduy. En ese sentido, mencionó que en su obra «En De dónde son los cantantes está la génesis de este libro, porque allí plantea que las travestis son de Cuba».

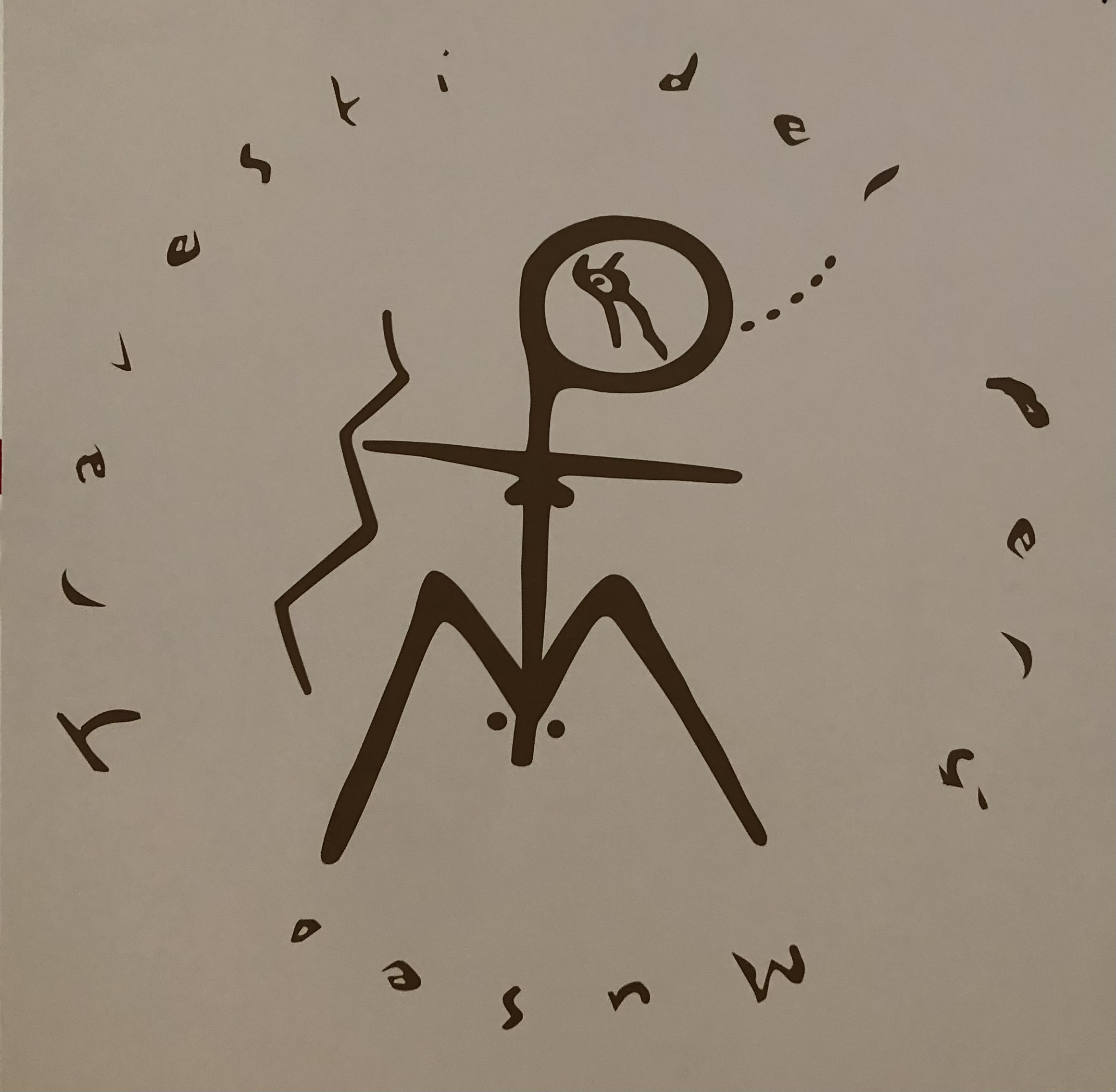
Imagen de la portada del libro del Museo Travesti del Perú. Giuseppe Campuzano, 2008.

La primera muestra realizada con los materiales que recopiló, se presentó en Lima en mayo de 2004, mencionando que «al principio fue una cosa muy personal, muy mía. Quería poner un poco en cuestión esta estética que venía de Hollywood, darle un poco la vuelta a la historia del Perú y los cientos de casos de travestismo ritual registrados)». A lo largo de la investigación, «fui haciendo diferentes exhibiciones en galerías, en la calle, también conferencias e intervenciones más políticas. Por ejemplo, estaban esos carteles sobre ‘“a mujer peruana” con retratos de mujeres sanisidrenses (el distrito financiero de Lima). Yo fui y pegué sobre esos retratos recortes de periódicos ampliados con historias de travestis (asesinatos, arrestos y persecuciones)».
En el año 2004, el Museo Travesti llevó a cabo una serie de exhibiciones en Lima y luego en otras ciudades del país y del mundo. Estas exhibiciones se hicieron en parques, plazas, avenidas, mercados, universidades, galerías, centros culturales y, también, en zonas mal llamadas «rojas», donde mujeres trans y/o travestis trabajan o se reúnen. Los contenidos de la exposición incluían aspectos de la vida de las personas travestis —hombres, mujeres y personas de género no binario que transgreden la expresión de género socialmente impuesta sobre sus cuerpos, de acuerdo con su autopercepción e identidad— en espacios públicos, en sus familias, en el mercado laboral. Esto suponía abordar cuestiones como la violencia, la discriminación, etc.
«Más que denunciar, señaló Campuzano, hay en mi trabajo una obsesión por la observación y el registro de mi propio cuerpo, un proceso que partió del narcisismo y el cuerpo travestido como fetiche, pero que en su reiteración ha producido desplazamientos como re-mapeos de ese cuerpo transfigurado. Necesito de esa transfiguración constante y, así, investigo no sólo las regulaciones sino las estrategias que las socavan. Es en tal sentido que parto de mi cuerpo para dislocar al sujeto (...) el propósito del Museo, ha sido comunicar que las personas travestis se relacionan íntimamente con la comunidad en sus diversos planos y participan activamente en la producción de la cultura, entendiendo ésta en su sentido más amplio. El Museo Travesti desarrolla un trabajo único en el campo de los derechos humanos, al ofrecer una serie de recursos novedosos y útiles para quienes están comprometidos en las luchas por los derechos sexuales y de género». 
De la misma manera, en una entrevista, Campuzano afirmó: «Con el Museo Travesti propongo trascender tales disyuntivas binarias (salvaje-civilizada, centro-margen, hombre-mujer) en el acto de entrar al museo, travestida de museo, para travestir al museo, como caballo de Troya, máscara indígena o retrovirus, aquellos actos travestis de siempre como performatividad y discurso.»
El Museo Travesti del Perú es una obra en permanente construcción, que se presenta no solo como un museo acerca del travestismo peruano, sino como un proyecto o una pieza conceptual portátil que se arma y desarma en distintos lugares, no necesariamente dentro museos, galerías o lugares de exposición. Además, es también una exploración de la propia experiencia personal del artista en este universo. De esta manera, su propósito sería el de articular la memoria del travestismo más allá de los prejuicios y definiciones hechas por terceros, así como visibilizar los vínculos y las diferencias de este grupo diverso de personas denominadas travestis. Entonces, su objetivo es ser un Museo del Perú que se entienda como una entidad travesti con orígenes previos a la conquista española, proyectándose hasta la actualidad. Así, se reduciría la influencia colonial y religiosa que divide a los seres humanos y sus cosas.
El museo está construido a través de diversas fuentes provenientes de datos de la antropología, el arte, la historia, la prensa, las leyes y testimonios. El proyecto se ha presentado como muestra, performance, protesta, libro o conferencia. De esta manera, la variedad de fuentes y formatos vuelve posible la aproximación multifocal al travestismo para que sea capaz de replantearse, con la finalidad de abarcar lo travesti y lo peruano. Toda esta información mostrada ha sido recolectada por el mismo Giuseppe Campuzano desde su juventud, pero, ya adulto, tuvo la posibilidad de plasmar y mostrar la verdad sobre el travestismo a la sociedad peruana. 

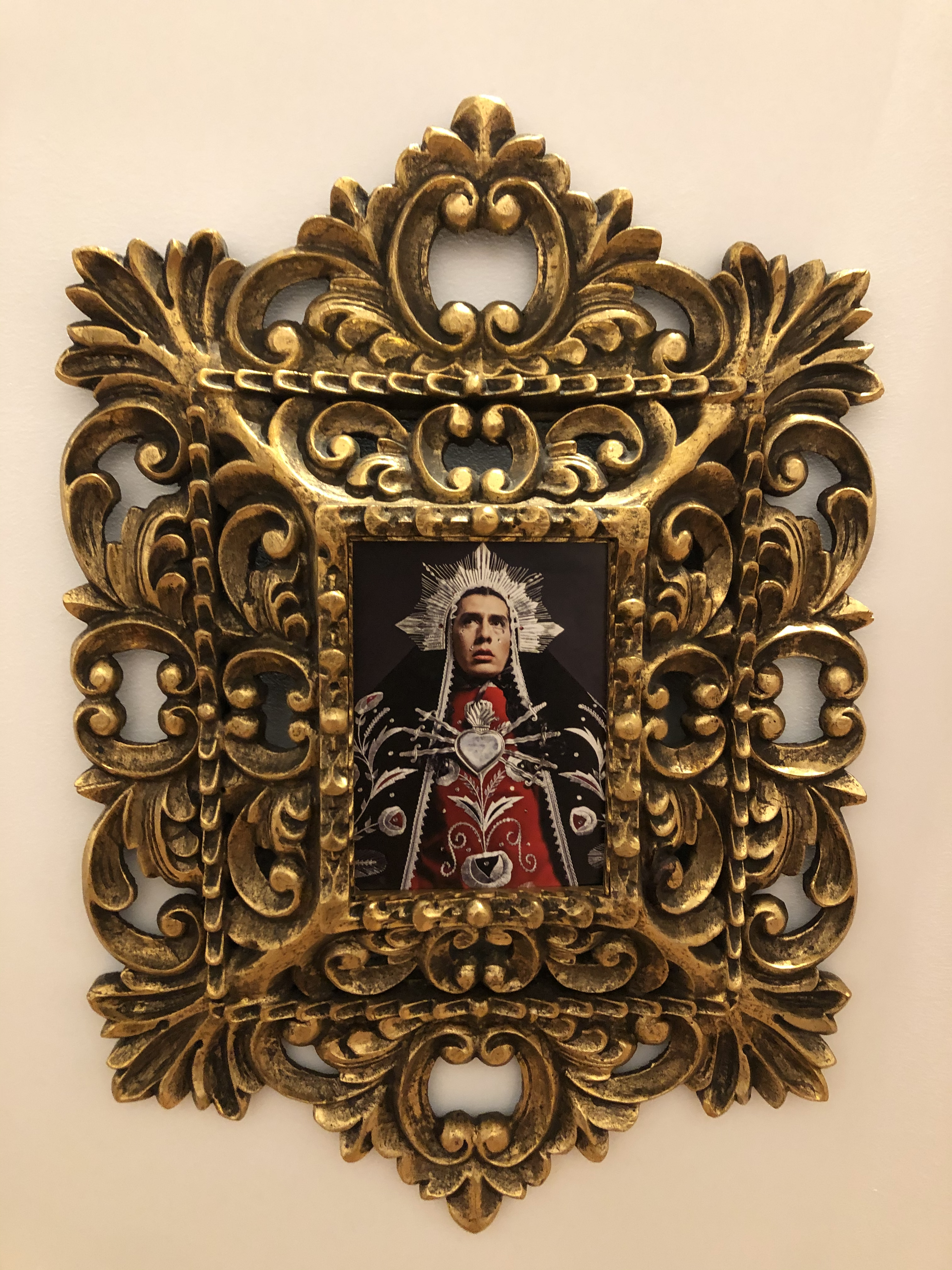
Giuseppe Campuzano, Museo de Arte de Lima, julio de 2022.

En el prólogo del proyecto “Toda peruanidad es un travestismo”, Giuseppe expone que “El Museo travesti del Perú nace de la necesidad de una historia propia —una historia del Perú inédita—, ensayando una arqueología de los maquillajes y una filosofía de los cuerpos, para proponer una elaboración de metáforas más productiva que cualquier catalogación excluyente. Se trata de un ‘museo falso’ (como el apelativo de ‘falsa mujer’ con que este lenguaje maniqueo nos adjetiva). Museo embozado, cuyas máscaras —la artesanía, la fotocopia, la gigantografía, el banner, esos sistemas de producción en masa— no ocultan sino, al contrario, muestran. No camuflan, sino travisten”.
Giuseppe Campuzano organizaba el museo de una manera tal que a través de los objetos, las imágenes, los textos y los archivos se pudiera leer y ordenar el travestismo en la historia del Perú. Por ejemplo, podemos encontrar dentro de la muestra, un objeto ordinario y difícilmente museable: un par de zapatos de tacón gastado muy altos que pertenecían a una travesti. Así, el Museo se trata de eso, de poder darle la vuelta al travestismo como práctica y a la misma vez a la Historia del Perú como discurso hegemónico. De poder reivindicar al travestismo ritual y las castas entre hombres-mujeres, y sus funciones delimitadas en las tribus y ciudades de América. 
El travestismo, en contextos urbanos, se considera ligado a una mitología del glamur y del “montaje”, pero se sabe que no es la única forma ni manera de aparecer, según la historia lo comprueba. Giuseppe afirma que “incluso los activistas hablan de las travestis de la ciudad y se refieren a una realidad que combina de diferente modo el transformismo, prostitución, estilismo y peluquería. Pero también existe en los pueblos otra versión del travestismo: hombres casados que hacen de travesti en las fiestas. A diferencia de lo que sucede en las grandes ciudades, en los pueblos las travestis están muy integrados a la sociedad. Ni siquiera podría sostenerse una relación unívoca entre travestismo y homosexualidad”. 
Al ser el Perú un país muy machista y militarizado, la premisa de Giuseppe fue la de trabajar ‘conchudamente libre’, así mismo, fusionando la teoría queer con la historia del Perú y con las historias de vida de sus amigas travestis. Este enfoque de corte multidisciplinario, podría ayudar a revelar las aristas del “cuerpo como político” que permita “fundar una nueva nación para un nuevo cuerpo”.Como afirmaba Campuzano, “los políticos que se oponen a la homosexualidad niegan el travestismo en términos históricos, como si no hubiera habido nada antes, pero la historia del travestismo en América es muy rica” recalca Campuzano, resumiendo lo que se puede ver y leer en el Museo. “El travestismo ritual suponía una conexión con la otra cultura, con otra dimensión. Permitía unir dos mundos. Todo eso es muy conocido por la historiografía, pero los textos más queer no se citan”.
El libro sobre El Museo Travesti del Perú se publicó en el 2008. Es cuadrado y tiene tapas rosadas. Todas sus páginas contienen las mismas ilustraciones que se encuentran en la exposición: recortes de periódicos, textos, ordenanzas, viejas virreinales, retratos, cronologías y crónicas. Este libro fue financiado por diversas ONGs, especialmente por el Institute of Development Studies. A partir de estos financiamientos, Giuseppe empezó a viajar y presentar su obra por distintas ciudades, incluidas Madrid y Praga. En el 2009 viajó a Bogotá al VII Encuentro del Instituto Hemisférico de Performance y Política donde también presentó su trabajo.

### Saturday Night Thriller, 2013
En diciembre de 2013, se presentó en el Centro Cultural de España la obra póstuma de Giuseppe Campuzano, el libro “Saturday Night Thriller, y otros escritos (1998 – 2013)”. Esta publicación reúne artículos teóricos sobre la problemática travestí como ser marginal estigmatizado en el Perú. En él se compilan los cuentos (algunos inéditos) y ensayos de Campuzano. El libro fue editado por el investigador y escritor sobre la cultura visual y política, Miguel A. López. También, contiene dos entrevistas realizadas por el periodista peruano José Gabriel Chueca, y por R. Marcos con fotografías de Claudia Alva, Frank García ‘Photon’, Alejandro Gómez, César Delgado, el Museo de Arte de Lima, Carlos Pereyra, Musuk Nolte, Paul Apaza y Miguel Coaquira. 

### Otras obras
- 2000: El ginoide
- 2002: NO HELDEN CLUB ROCK BAR
- 2003: Mi limón, mi limonero. Entero me gusta más
- 2003: Beautifalse (Intérprete)
- 2003: TransformaT
- 2003: Edipo (Intérprete)
- 2003-2005: Whatever happened to Campy Jane?
- 2006: Cortapelo (Intérprete)
- 2006: Cubrir para mostrar (Autor)
- 2008: S/T
- 2009: Andróginos, hombres vestidos de mujer, maricones. el Museo Travesti del Perú. Androgynous, men dressed as women, queer. The Peruvian Travesti Museum.

## Premios y reconocimientos
- Campuzano obtuvo el primer lugar en el tercer concurso "Ten en cuento a la victoria" por su obra "Miluzca", organizado por el municipio victoriano.
- Segundo lugar en premio "Acción en sida" por su obra "Dos veces al día".
- Medalla de Honor "Daniel Hernández" (a título póstumo en 2017) de la Escuela Nacional Superior Autónoma de Bellas Artes del Perú.[15]

## Publicaciones
- Reclaiming Travesti Histories IDS Bulletin Volume 37 Number 5 October 2006 Institute of Development Studies
- Saturday Night Thriller, y otros escritos (1998 – 2013) (2013)

## Colecciones
- Genealogía velada del futuro travestí (2012) MACBA[16]
- Beauty Salon (2014) Museo Reina Sofía Giuseppe Campuzano y Miguel Ángel López[17]

## Exposiciones
- Giuseppe Campuzano. Línea de vida.[18]